# Адријан Никомидијски
Свети Адријан Никомидијски је ранохришћански светитељ и мученик из 3. века, супруг свете Наталије Никомидијске.
Био је војник у служби римског цара Галерија. Учествовао је у прогонима хришћана. Одушевљен њиховом храброшћу, одлучио је да и сам прими хришћанство. Следећи њега, и његова супруга Наталија се крстила и постала предана хришћанка. Адријан је због тога по наредби цара Максимијана био ухапшен и стављен на тешке муке. Убијен је одсецањем главе.
Православна црква га прославља 8. септембра заједно са супругом Наталијом.